# Sebastián Francisco de Medrano
Sebastián Francisco de Medrano (Madrid, fines del XVI - íd., 1653), sacerdote, poeta y dramaturgo español del Barroco, que no debe ser confundido con el poeta sevillano algo anterior a él Francisco de Medrano.

## Biografía
Doctor, protonotario de Su Santidad, Juez apostólico, Censor de comedias y Comisario de la Inquisición, fue además capellán, limosnero mayor y tesorero del III.er Duque de Feria Gómez IV Suárez de Figueroa y Córdoba. El 29 de junio de 1622 ingresó en la Congregación sacerdotal de San Pedro de Madrid, llegando a ser Secretario y Capellán mayor de esta institución. Aficionado a las letras y el arte, convocó en su casa y presidió entre 1623 y 1626 la famosa Academia de Madrid. Fue amigo íntimo de Lope de Vega y de Alonso Castillo Solórzano, asiduos a la misma. Este último recopiló y publicó algunos de sus versos y piezas teatrales en Favores de las Musas hechos a Don Sebastián Francisco de Medrano en varias rimas y comedias que compuso en la más célebre Academia de Madrid donde fue presidente meritísimo... (Milán: Juan Baptista Malatesta, 1631), en dos volúmenes, de los que solo llegó a ver la luz el primero, porque el segundo, que se imprimió algo después, desapareció con el naufragio del buque que llevaba los ejemplares a España, según indica Cayetano Alberto de la Barrera en su Catálogo bibliográfico.... El primero, dividido en cinco libros, incluye cuatro sonetos, dos silvas, su tragedia El lucero eclipsado, san Juan Bautista y la comedia Las venganzas de amor, dedicada a la duquesa de Feria Juana Pacheco, además de la comedia Lealtad, amor y amistad (dedicada a Leonor Colón de Portugal y Portocarrero, marquesa de Villanueva del Ariscal) y el diálogo El triunfo de la amistad. En 1645 se publicó suelta El nombre para la tierra y la vida para el cielo. Triunfo de la justicia. Empressa grande. Emblema misterioso. Inscripción peregrina. Geroglífico claro. Asumpto heroico... (Madrid: Catalina del Barrio, 1645), un panegírico dramático a la muerte de la reina Isabel de Borbón. Se imprimieron aparte Égloga de Sebastián Francisco de Medrano. Dirigida a Doña Ana de Andino, y Luçuriaga... (1621) y Égloga... a la señora doña Isabel de Andrade (Madrid: Bernardino de Guzmán, 1623). Escribió también un Diccionario evangélico y moral que dedicó a Lope de Vega, Soliloquios del Ave María (Madrid, 1629).

## Obras
- Favores de las Musas hechos a Don Sebastián Francisco de Medrano en varias rimas y comedias que compuso en la más célebre Academia de Madrid donde fue presidente meritísimo... (Milán: Juan Baptista Malatesta, 1631).
- Égloga de Sebastián Francisco de Medrano. Dirigida a Doña Ana de Andino, y Luçuriaga... (1621)
- Égloga... a la señora doña Isabel de Andrade (Madrid: Bernardino de Guzmán, 1623).
- Diccionario evangélico y moral
- Soliloquios del Ave María (Madrid, 1629)
- El nombre para la tierra y la vida para el cielo. Triunfo de la justicia. Empressa grande. Emblema misterioso. Inscripción peregrina. Geroglífico claro. Asumpto heroico... (Madrid: Catalina del Barrio, 1645)
- Caridad, y misericordia, que precisamente deben los fieles à la estrema necessidad que padecen las benditas Animas de Purgatorio: con todos los iubileos que se ganan en Madrid por el discurso del año en días, festividades, iglesias... para que se les apliquen por modo de sufragio... Madrid: Domingo García y Morrás, 1651.